# Peeter Puide
Peeter Puide (* 11. Oktober 1938 in Pärnu, Estland) ist ein schwedischer Schriftsteller und Übersetzer estnischer Herkunft.

## Leben
Peeter Puide verließ 1944 Estland und gelangte über ein deutsches Flüchtlingslager 1945 nach Schweden. Er machte 1957 in Stockholm Abitur und studierte danach an der Universität Stockholm Soziologie. Er schloss das Studium 1963 mit dem cand. phil. ab, nachdem er auch eine Weile in Paris an der Sorbonne studiert hatte.
Danach arbeitete er in verschiedenen Bereichen der Werbebranche, seit 1972 als selbstständiger Unternehmer. Puide schreibt auf Schwedisch und debütierte 1981 mit einem Gedichtband. Später verfasste er vor allem Prosa, die sich mit der estnischen Geschichte auseinandersetzt.
Peeter Puide ist Mitglied des Schwedischen Schriftstellerverbandes und des Estnischen Schriftstellerverbandes sowie des schwedischen PEN-Zentrums. Er war ebenfalls Mitglied von Wellesto.

## Bibliographie

### Werke von Peeter Puide
- Överlevande: dikter. Stockholm: Bonnier 1981.
- Ett nät av regn: dikter. Stockholm: Bonnier 1982.
- Till Bajkal, inte längre: roman. Stockholm: Bonnier 1983.
- Samuel Braschinskys försvunna vrede: dokumentärroman. Stockholm: Norstedt 1997.
  - Finnische Übersetzung: Samuil Braschinskyn kadonnut viha. [Otalampi]: Sahlgrens 1998.
- Röra vid fienden. Stockholm: Norstedt 2004.

### Übersetzungen von Peeter Puide aus dem Estnischen
- Mati Unt: Höstbal: scener ur livet i staden (estn. Orig.: Sügisball, gemeinsam mit Edgar L. Puide). Fripress 1983.
- Viivi Luik: Den sjunde fredsvåren (estn. Orig. Seitsmes rahukevad). Fripress 1988.
- Tõnu Õnnepalu: Priset (estn. Org. Hind). Wahlström & Widstrand, 1998.
- Elo Viiding: För en stämma: dikter (Gedichte). Ariel skrifter, 2004.
- Aare Pilv: Äntligen, oavlåtligt: dikter (Ariel skrifter, 2004).
- Kristiina Ehin: Som en tiger bland likadana randiga: dikter (Gedichte). Ariel skrifter 2004.
- Jürgen Rooste: Presidenten bor nånstans i närheten (Gedichte). Ellerström 2007.
- Kalju Kruusa: Mötesvis (Gedichte, estn. Orig. Treffamisi). Ellerström 2007.
- Doris Kareva: Tidens gestalt (Gedichte, estn. Orig. Aja kuju). Ellerström 2007.
- Fs: 2007 (Gedichte, estn. Orig.: 2004). Ellerström 2007.

### Übersetzungen seiner Werke ins Deutsche
- Zur Vermeidung von Bildverlusten muß noch folgendes beachtet werden. Roman. Aus dem Schwedischen von Alken Bruns. Reinbek bei Hamburg: Rowohlt 1988. 229 S.[2]
- Die verschwundene Wut des Samuil Braschinsky (Auszug). Aus dem Schwedischen von Horst Bernhardt, in: Wiecker Bote 14, 2003, S. 82–101.
- Die verschwundene Wut des Samuil Braschinsky (Auszug, ein anderer als der obengenannte). Aus dem Schwedischen von Horst Bernhardt, in: Estonia 2/2003, S. 17–30.

## Sekundärliteratur
- Cornelius Hasselblatt: "Es ist nicht mehr die Zeit für Romane". Peeter Puide und sein Roman 'Zur Vermeidung von Bildverlusten muß noch folgendes beachtet werden', in: Estonia 4/1988, S. 170–174.
- Peeter Puide: Endast ja Eestist, in: Looming 8/1988, S. 1104–1111.
- Anu Saluäär: Puide ja Sanden, in: Looming 9/1997, S. 1287–1288.
- Jaan Kaplinski: Kuka pelkää Peeter Puidea?, in: Yliopisto 12/99, S. 62–63.
- Peeter Puide: Über Estland und mich selbst, in: Wiecker Bote 14, 2003, S. 102–103.
- Horst Bernhardt: Zu Peter [sic] Puide, in: Wiecker Bote 14, 2003, S. 103–104.
- Horst Bernhardt: Einführung zu Peeter Puides Dokumentarroman Die verschwundene Wut des Samuil Braschinsky, in: Estonia 2/2003, S. 11–16.

## Preise und Auszeichnungen
- 1983 Literaturpreis des Svenska Dagbladet